# Эрспоярви
Эрспоярви — озеро на территории Лендерского сельского поселения Муезерского района Республики Карелия.

## Общие сведения
Площадь озера — 1,2 км², площадь бассейна — 5,5 км². Располагается на высоте 162,1 метров над уровнем моря.
Форма озера лопастная, продолговатая, вытянуто с северо-запада на юго-восток. Берега озера изрезанные, каменисто-песчаные, возвышенные.
Протока, вытекающая с восточной стороны Эрспоярви, втекает в протоку, соединяющую Малое Айтозеро с озером Тулос.
Населённые пункты возле озера отсутствуют. Ближайший — посёлок Лендеры — расположен в 19,5 км к востоку от озера.
Озеро расположено в 4,5 км от Российско-финляндской границы.
Код водного объекта в государственном водном реестре — 01050000111102000011172.